# 블라흐인
블라흐인(영어: Vlachs) 또는 왈라키아인(영어: Wallachians)은 중세 ~ 근대에 동남유럽(발칸 반도 특히 다뉴브강 북쪽)에 거주하는 동로망스어 사용 민족들을 가리키는 역사적 용어였다.
단순히 오늘날의 루마니아인을 가리키는 말로도 쓰이나, 역사적으로 아로마니아인 등을 포함하여 남유럽 곳곳에 널리 분포하는 라틴계 민족을 통틀어 가리키는 말로 쓰여왔다. 나중에는 발칸 반도의 양치기 사회 집단을 가리키는 말이나 모멸적 용어로도 확장되었다.
기원에 관해 여러 설이 있으며, 11세기에 비잔틴의 역사가인 게오르기오스 케드레노스에 의해 처음 기록되었다. 일부 학자들은 루마니아인의 조상인 이 블라흐인들이 다키아인의 후예임을 강조하나, 사실은 고대에 다키아인에 더하여 트라키아인, 일리리아인, 그리스인 등 발칸반도의 여러 민족들이 섞여 로마화됨으로써 블라흐인을 형성하였다는 정설이 있다. 또한 이후로도 수세기 동안 블라흐인들은 슬라브족, 그리스인, 알바니아인, 쿠만인 등 주변의 민족들과 뒤섞이면서 거주했다.
오늘날 루마니아, 몰도바에서는 블라흐인이 다수 민족인 루마니아인을 형성하고 있으나, 그 외의 중앙유럽, 동유럽, 남유럽의 대부분 지역에서는 소수 민족으로 남아있거나 크게 동화되었다. 헝가리, 몬테네그로, 세르비아, 크로아티아, 마케도니아 공화국, 알바니아, 보스니아 헤르체고비나, 그리스, 불가리아, 슬로베니아 등에서는 루마니아인이나 아로마니아인 등 여러 이름으로 불리는 블라흐계 소수민족들이 곳곳에 살고 있다. 반면 폴란드, 체코, 슬로바키아, 우크라이나 등에서는 주변의 슬라브족과 동화되면서 언어 등 독자적 정체성을 거의 잃었다.